# Jugendherberge Lörrach

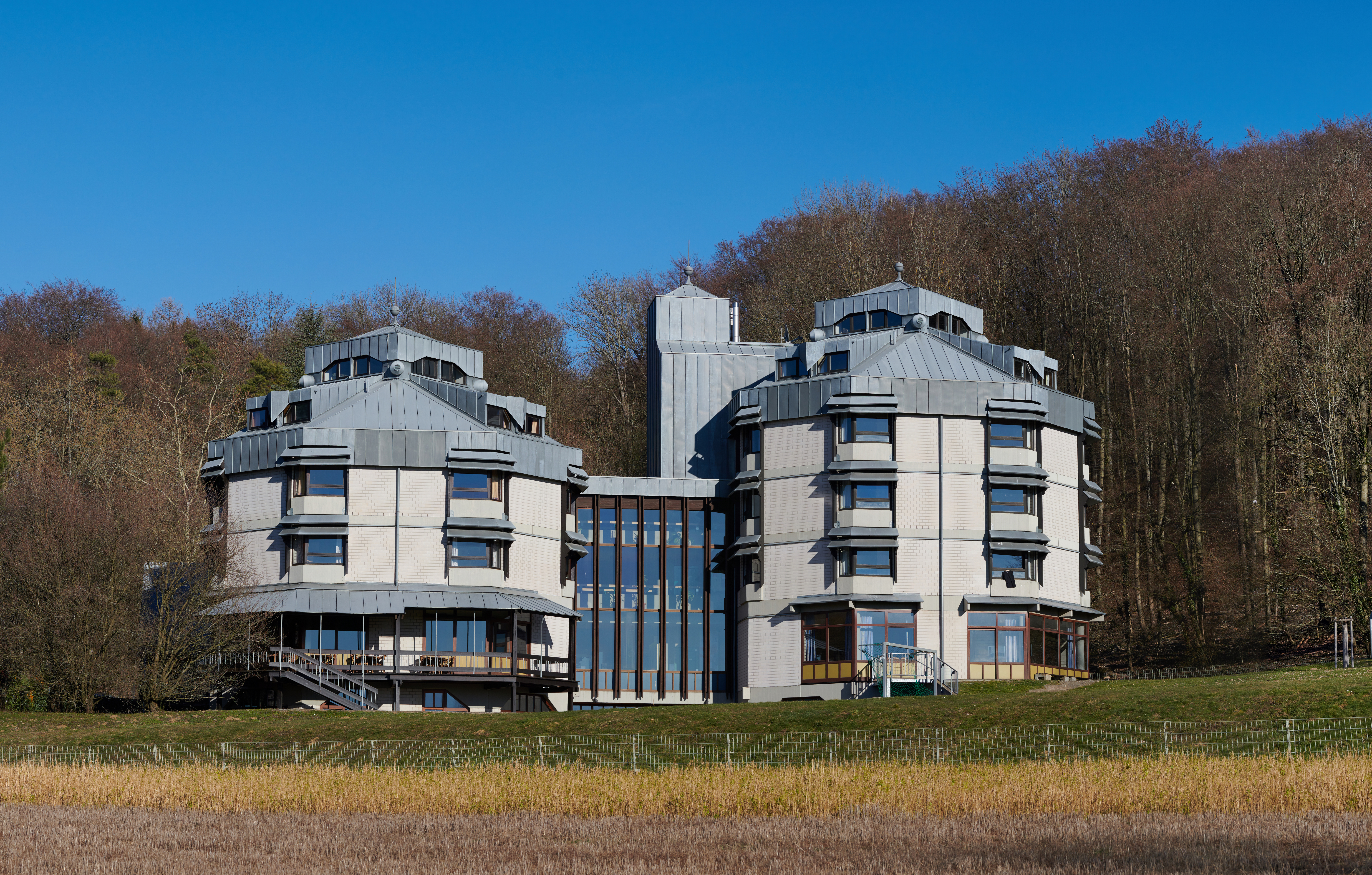
Jugendherberge Lörrach

Die Jugendherberge Lörrach, auch Helmut-Waßmer-Jugendherberge Lörrach, ist eine der 50 Jugendherbergen des DJH-Landesverbandes Baden-Württemberg e. V., einem der Landesverbände des Deutschen Jugendherbergswerks. Sie steht in der baden-württembergischen Kreisstadt Lörrach im Dreiländereck bei Basel.

## Lage
Die Jugendherberge steht am Rand des Salzertwaldes östlich des Dorfkerns des Lörracher Ortsteils Stetten in Richtung der Trabantenstadt Salzert am Nordhang des Dinkelbergs auf einer Höhe von 370 Metern. Nördlich von der Jugendherberge ragt der 420 Meter bewaldete Schädelberg auf. Unweit der Herberge befindet sich ein Seilgarten und eine Finnenbahn. Die Herberge befindet sich nur wenige hundert Meter von der Deutsch-Schweizer Landesgrenze entfernt. Im benachbarten Wald bildet die Eiserne Hand einen zur Schweiz gehörenden Gebietszipfel.

## Geschichte
Sie wurde von 1980 bis 1982 auf Initiative von Hellmut Waßmer erbaut, dessen Namen sie seit 2015 trägt. Waßmer überzeugte Oberbürgermeister Egon Hugenschmidt zum Bau einer Jugendherberge in Lörrach, deren Grundstein am 26. Februar 1980 vom damaligen baden-württembergischen Kultusminister und späteren Bundespräsidenten Roman Herzog gelegt und deren Einweihung am 26. April 1982 durch Bundespräsident Karl Carstens erfolgte. Die Stadt Lörrach und der Landkreis Lörrach förderten den Bau. Der sehr eigenwillige und teure Bau wurde durch den Karlsruher Architekten Reinhard Brettl geplant. Die Baukosten wurden mit 7,1 Mio. DM angegeben.

## Beschreibung
Die Herberge besteht aus zwei miteinander verbundenen Gebäuden mit jeweils oktogonalem Grundriss und silberfarbenem Zeltdach. Das Haus verfügt über 168 Betten in 49 Zimmern und vier Seminarräume, deren größter 98 Personen aufnehmen kann. Die Räume sind nach baden-württembergischen Städten benannt. Im Außenbereich befinden sich eine Liegewiese, Ballspielplätze, Tischtennismöglichkeiten und eine Holzhütte mit Grillplatz.